# Filozofski fakultet Sveučilišta u Mostaru
Filozofski fakultet u Mostaru sastavnica je Sveučilišta u Mostaru.

## O fakultetu
Filozofski fakultet članica je Sveučilišta u Mostaru, jedinoga sveučilišta u Bosni i Hercegovini na kojemu se nastava izvodi na hrvatskome jeziku. Riječ je o znanstvenoj i visokoškolskoj ustanovi koja obrazuje studente u trima nastavnim ciklusima (prediplomskome, diplomskome i poslijediplomskome) na 18 studija iz različitih područja društvenih i humanističkih znanosti.

## Povijest fakulteta
Filozofski fakultet proizašao je iz Pedagoškoga fakulteta akademske godine 2005./2006. Studiji Hrvatski jezik i književnost, Engleski jezik i književnost, Njemački jezik i književnost te Povijest počeli su se izvoditi na Pedagoškome fakultetu akademske 1994./1995. godine. Od akademske 1999./2000. do 2001./2002. godine pokreću se studiji Filozofija, Novinarstvo, Latinski jezik i rimska književnost, Povijest umjetnosti i Arheologija. Od akademske 2005./2006. godine započelo se izvoditi nove studijske programe koji su prilagođeni odredbama Bolonjske deklaracije. Odlukom Upravnoga vijeća iz ožujka 2005. godine dotadašnji Pedagoški fakultet podijeljen je na Fakultet filozofsko-humanističkih znanosti i Fakultet prirodoslovno-matematičkih i odgojnih znanosti. U skladu s odredbama Bolonjske deklaracije na Fakultetu filozofsko-humanističkih znanosti od akademske 2005./2006. godine pokrenut je i treći ciklus, odnosno Poslijediplomski studij Jezici i kulture u kontaktu. Iste akademske godine pokrenut je i Studij psihologije pa je tako ukupan broj studija na Fakultetu filozofsko-humanističkih znanosti dosegao broj deset. Fakultet filozofsko-humanističkih znanosti 21. ožujka 2007. preimenovan je u Filozofski fakultet. Iste godine pokrenuta su dva nova studija, Politologija i Socijalni rad. Od akademske 2011./2012. godine djeluje i Studij informacijskih znanosti, a 2013./2014. godine pokrenut je Studij talijanskoga jezika i književnosti te Studij ruskoga jezika i književnosti. S akademskom 2014./2015. otvoren je i Studij odnosi s javnošću, a od 2015./2016. godine djeluje i Studij logopedije.

## Organizacija fakulteta
Na Fakultetu se trenutno izvodi osamnaest studija. Studiji su organizirani jednopredmetno i dvopredmetno.

### Jednopredmetni studiji
- Hrvatski jezik i književnost
- Engleski jezik i književnost
- Njemački jezik i književnost
- Arheologija
- Novinarstvo
- Psihologija
- Politologija
- Socijalni rad
- Informacijske znanosti
- Odnosi s javnošću
- Logopedija

### Dvopredmetni studiji
- Hrvatski jezik i književnost
- Engleski jezik i književnost
- Njemački jezik i književnost
- Filozofija
- Latinski jezik i rimska književnost
- Povijest
- Povijest umjetnosti
- Arheologija
- Novinarstvo
- Informacijske znanosti
- Talijanski jezik i književnost
- Ruski jezik i književnost
- Komparativna književnost

### Poslijediplomski studij
Od akademske godine 2005./2006. pokrenut je interdisciplinarni poslijediplomski doktorski studij Jezici i kulture u kontaktu, koji nudi dva modula. Modul Jezik nudi smjerove: Kroatistika, Anglistika, Germanistika i Latinski, dok modul Kultura nudi smjerove: Povijest, Filozofija, Informacijske i komunikacijske znanosti, te Interdisciplinarne društvene znanosti.

## Nastavna i znanstvena suradnja
Stručni kadar koji sudjeluje u radu na Filozofskom fakultetu, osim sa Sveučilišta u Mostaru, dolazi sa Sveučilišta u Zagrebu, Zadru, Splitu, Osijeku, Sarajevu, kao i s odgovarajućih instituta iz Zagreba i Dubrovnika. 
U nastavnom i znanstveno - istraživačkom djelatnošću Fakultet ima sustavnu suradnju s Institutom hrvatski jezik, književnost i povijest, Institutom za latinitet i drugim članicama Sveučilišta u Mostaru, ali i svakodnevno radi na uspostavljanju i održavanju dobre suradnje sa srodnim studijima u Bosni i Hercegovini, Republici Hrvatskoj i inim europskim zemljama.
U lipnju 2023. Fakultet je potpisao sporazum o znanstveno-istraživačkoj suradnji s Hrvatskim dokumentacijskim centrom Domovinskoga rata u BiH (HDCDR BiH-om).

## Časopisi
Filozofski fakultet izdaje svoj znanstveni časopis Hum, a čiji je prvi broj izašao u prosincu 2006. godine. Od 2015. godine sa suizdavačem Hrvatskim institutom za povijest iz Zagreba, fakultet izdaje i godišnji časopis Hercegovina. Kultura komuniciranja znanstvena je publikacija Filozofskoga fakulteta Sveučilišta u Mostaru namijenjena za objavljivanje radova iz novinarstva, politologije i odnosa s javnošću, ali i drugih srodnih društvenih i humanističkih disciplina. Godišnjak Identiteti – kulture – jezici objavljuje radove s redovite godišnje znanstvene konferencije Filozofskoga fakulteta Sveučilišta u Mostaru u suradnji s drugim znanstvenim i kulturnim ustanovama iz države i regije. Svi pristigli radovi prije objave prolaze postupak dvostruko slijepe recenzije stručnjaka za uže područje rada.

## Dekanat
Filozofski fakultet vodi dekan i prodekani. 
Dekan fakulteta je prof. dr. sc. Dražen Barbarić.
Prodekani su:

doc. dr. sc. Marko Odak, prodekan za nastavu;

doc. dr. sc. Mate Buntić, prodekan za znanost;

prof. dr. sc. Ružica Zeljko-Zubac, prodekanica za međunarodnu i međusveučilišnu suradnju.

## Vanjske poveznice
- Stranice Filozofskoga fakulteta u Mostaru  Arhivirana inačica izvorne stranice od 8. travnja 2019. (Wayback Machine)